# R4M
R4M（ドイツ語: Rakete, 4Kilogramm, Minengeschoss：ロケット弾、4キログラム、榴弾）は、初期の航空ロケット弾である。戦闘機に搭載され、空対空・空対地に使用されたが、特に空対空ロケット弾として有名である。発射後に顕著な噴煙の航跡を残すことから「オルカン」（ドイツ語: Orkan、嵐）というあだ名を持っていた。
この兵器は第二次世界大戦中にドイツ空軍で開発され、戦争末期に短期間だけ使用された。

## 開発
R4Mは、ドイツ空軍の戦闘機が搭載する対爆撃機用の兵器の重要度が増してきたことに応えて開発された。この類の兵器の設計は、フォッケウルフ Fw190の主翼内に搭載できるほど小型の20 mm MG 151 機関砲から始まったが、一般的な4発爆撃機を撃墜するには20 mm弾を平均20発要することが分かった。20 mm機関砲はメッサーシュミット Bf109にも搭載されたが、「109」の主翼下に取り付けられた抗力を増大させるガンポッドは30 mm MK 108 機関砲の物に交換（又は改造）された。MK 108のガンポッドは幾分大きくなっていたが、これであれば平均1発から3発の命中弾で4発爆撃機を撃墜することができた。しかしMK 108はかなり重く、その大きな弾薬を抱えて1回か2回以上の「航過」攻撃を掛けることは困難であった。さらに悪いことに、この機関砲の低い砲口初速では射程が非常に短く、1,000 m先で41 m以上も落下するほど弾道の低伸性が悪かった。命中弾を与えるためには目標に接近する必要があり、これは戦闘機自身を敵爆撃機の防御兵装の射程圏内に置くことを意味していた。より強力なMK 103 機関砲は重量とサイズの増加と引き換えにより高い砲口初速を持っていたが、発射速度はMK 108の600 - 650発/分に対し380 - 420発/分でしかなかった。

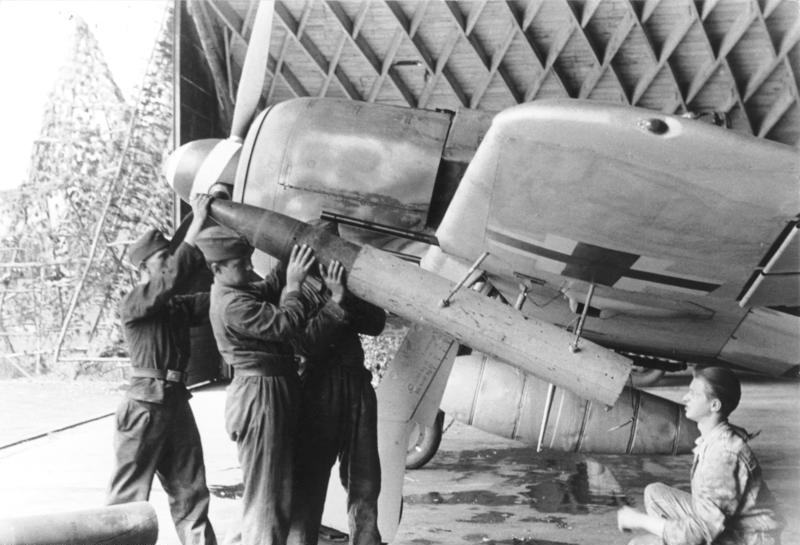
Fw 190に装着されたWGr. 21 の発射筒に装填されるロケット弾

ネーベルヴェルファー42型から派生した「ヴェルファー＝グラナーテ21」（Werfer-Granate 21：Wfr. Gr. 21）「ドデル」（Dodel）もメッサーシュミット Bf 109、Bf 110やフォッケウルフ Fw 190に取り付けられアメリカ陸軍航空軍（USAAF）爆撃機の密集編隊（コンバットボックス）を崩す用途に使用された。しかし、発射筒自体が既にかなりの抗力を生んでいることに加えて、それを主翼下面に固定している剥き出しの5本の支柱だけではなく発射後にロケット弾がかなり落下（ballistic drop）することを見越して発射筒を水平から約15°上向きに取り付ける必要があることも抗力の増大を更に悪化させていた。
主翼下面のガンポッドや抗力の大きい大口径のロケット弾発射筒を代替する解決策は、機関砲弾と同様の弾頭を備え持つ固体燃料で推進する小直径のロケット弾であった。「1発」の重量は比較対象となる機関砲弾よりも重くはなるが、機関砲本体が要らないことが相応に全体重量を軽減することになった。重量の差は顕著で、代替する機関砲よりも大きく長い射程を持つロケット弾の方が軽量であった。
空対空版のR4Mは、ほぼ1発の命中で撃墜を保証する520 gのヘキソゲン炸薬を内蔵する直径55 mmの大型弾頭を使用していた。1発のR4Mの重量は3.2 kgで、敵爆撃機の防御兵装の射程圏外の1,000 mの距離から発射しても十分な量の燃料を搭載しており、ロケット弾本体は安定板の役目を果たす飛び出し式の羽を備えた簡単な金属製の管であった。通常12発積み2基の架台で構成され、24発を一斉に発射すると1,000 m前方で15 × 30 mの範囲を覆い、1発で目標を撃墜することがほぼ確実であったのでこれで十分な散布範囲であった。R4Mは通常600 mの距離から6発ずつを0.07秒間隔で4斉射された。

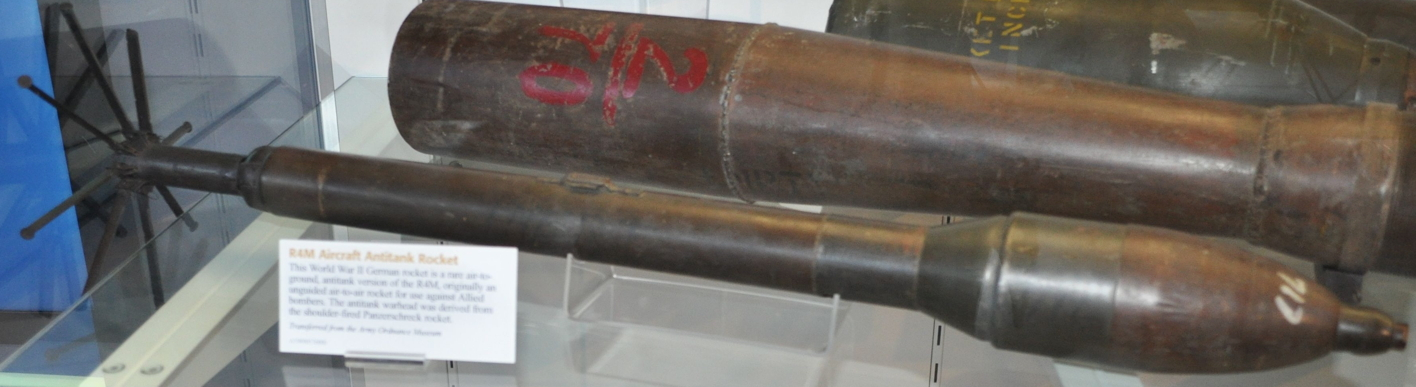
対戦車用の成形炸薬弾頭を装備した、パンツァーブリッツII

R4Mは2種類の弾頭を使用することができ、空対空用は0.4 kgの炸薬を搭載した通常の「PB-3」、対戦車用がパンツァーシュレックと同様の構造で大型の弾頭を持つ「パンツァーブリッツII」（Panzerblitz II：PB-2）であった。

## 運用

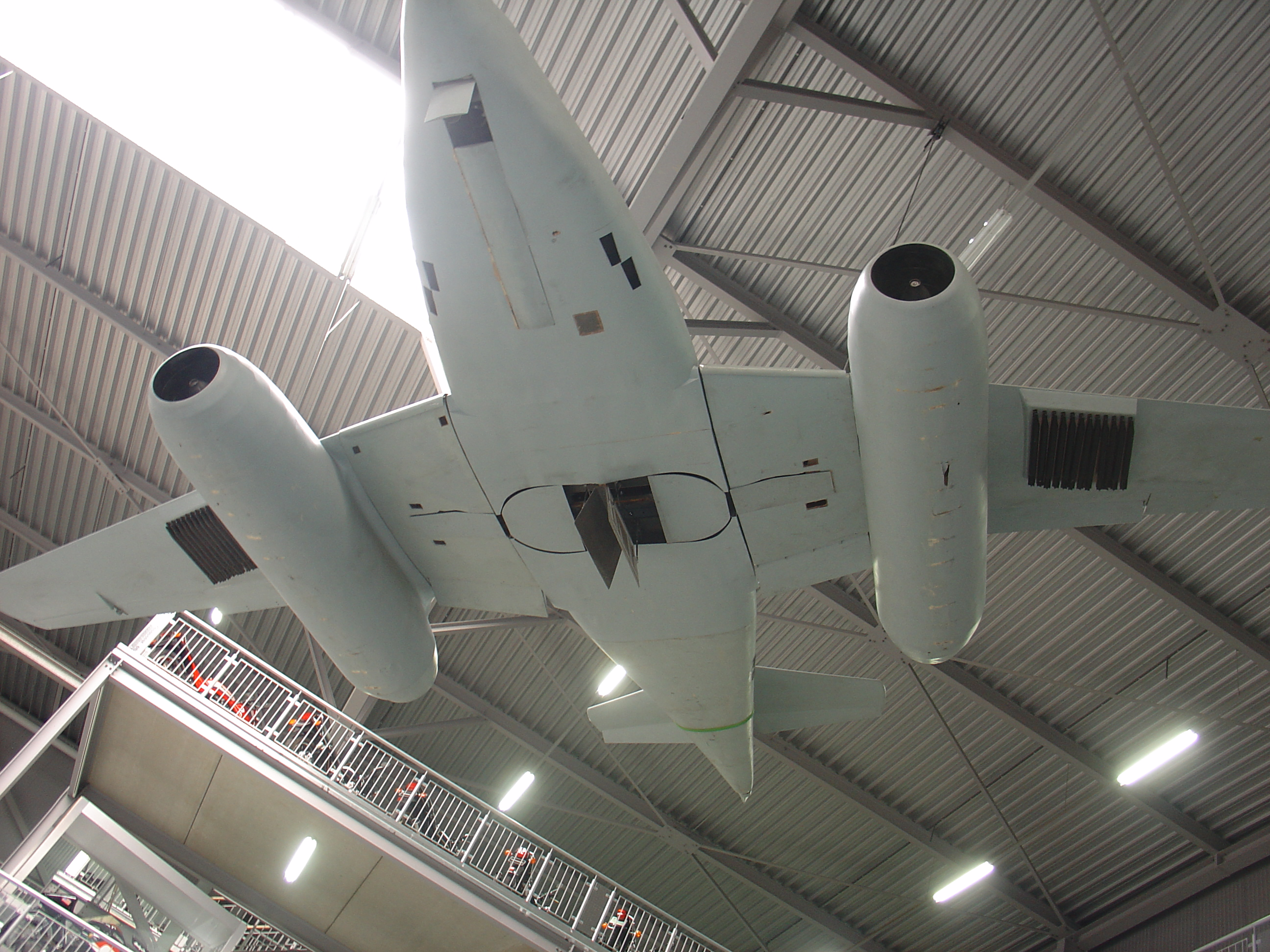
R4Mを主翼下のラックに装着したMe 262

R4Mを装備した機体は極少数で、そのほとんどがメッサーシュミット Me262と対地攻撃用のフォッケウルフ Fw 190であり、主翼下面の小型木製架台に搭載していた。
実戦に投入されたR4MはMe262との相性が良い事もあって、絶大な効果を発揮した。フランスのエース・パイロットであるピエール・クロステルマンは著書の『撃墜王』（The Big Show）の中で、1945年3月にゴードン・ゴロプ将軍が指揮するR4Mを装備したMe 262がオーバーアマガウの飛行試験場から飛び立ち、1回の出撃で14機のボーイング B-17の撃墜を申告したと記している。1945年4月にはR4Mを装備したMe 262が3機の損害を出しただけで30機のB-17の撃墜を申告した。ドイツ空軍は、飛翔中のR4Mロケット弾が30 mm MK 108 機関砲と似た弾道軌跡を描くことに気付いていたため標準のレヴィ16B照準機が有効に利用された。
戦後にR4Mは、アメリカ軍の2.75 in (70 mm) 「Mk4 FFAR」（Folding-Fin Aerial Rocket）とより大型の5 in (127 mm) 「ズーニー・ロケット弾」、ソビエト連邦軍の「S-5」などの手本となった。

## 写真
- http://stormbirds.com/warbirds/tech_r4m_rocket.htm
- http://home.att.net/~jv44/r4m.htm